# Pietro Mennea
Pietro Paolo Mennea, född 28 juni 1952 i Barletta, Apulien, död 21 mars 2013 i Rom, var en italiensk friidrottare (kortdistanslöpare) och politiker. 
1979 sprang han 200 m på 19,72 sekunder på hög höjd i Mexico City. Tiden stod sig som världsrekord i 17 år innan den slogs av Michael Johnson. Mennea innehar dock fortfarande europarekordet. 
Mennea nådde fyra olympiska finaler och tog guld vid Olympiska sommarspelen 1980 och brons vid Olympiska sommarspelen 1972. Vid OS 1976 blev han fyra och vid 1984 blev han sjua. Efter OS 1980 slutade han, men gjorde snart comeback igen och i VM i friidrott 1983 tog Mennea brons. Detta det första VM:et var det enda VM Mennea deltog i. Efter OS 1984 slutade han igen men gjorde åter comeback och deltog i Olympiska sommarspelen 1988 där han avstod kvartsfinalen efter att ha tagit sig vidare från försöken.
Mennea vann tre EM-guld, 200 m på EM i friidrott 1974 och både 200 m och 100 m på EM i friidrott 1978.
Mennea var ledamot av Europaparlamentet 1999–2004.